# Romain Sarnel
 (mai 2012).
Si vous disposez d'ouvrages ou d'articles de référence ou si vous connaissez des sites web de qualité traitant du thème abordé ici, merci de compléter l'article en donnant les références utiles à sa vérifiabilité et en les liant à la section « Notes et références ».
Romain Sarnel, né le 4 mai 1953 à Paris, est un écrivain, poète et philosophe français.

## Biographie
Docteur en philosophie, élève de Pierre Jacerme et de René Schérer, enseigne la philosophie à l’École d’art Académie Grandes Terres (75011 Paris) et participe au Groupe de recherche transdisciplinaire « Voir et produire des images d’art et de science » dirigé par Damien Schoëvaërt-Brossault (Université de Paris-Sud) ; il est l’auteur entre autres de Logique de la découverte philosophique, étude précédée d’une nouvelle traduction du Prologue de Zoroastre de Nietzsche (L’Arche Éditeur, 2000) ; et il travaille à une nouvelle traduction du Livre V de l’Éthique de Spinoza, qui sera suivie d’une étude intitulée Traité de la connaissance intuitive ; il a notamment publié deux articles, l’un dans Chimères no 32, hiver 1997 : Le Contr’Un ou Discours sur la falsification volontaire (en défense de Deleuze), et l’autre dans Concepts no 5, automne 2002 : Proposition pour introduire le concept de transformatique en esthétique (en illustration de la transformabilité). Dans la revue de philosophie et de sciences humaines Le Portique, il dessine un portrait de Deleuze en passeur .